# Dowództwo Połączonych Sił Sojuszniczych JFC HQ NAPLES
Dowództwo Połączonych Sił Sojuszniczych w Neapolu (ang. Allied Joint Force Command Headquarters Naples JFC HQ NAPLES) – połączone dowództwo NATO podległe Dowództwu Sił Sojuszniczych NATO ds. Operacji ACO.

## Charakterystyka
12 czerwca 2003 ministrowie obrony NATO zaakceptowali koncepcję oparcia systemu dowodzenia Sojuszu na kryteriach funkcjonalności, a nie na tradycyjnym podziale geograficznym. Nowa struktura została utworzona wokół dwóch dowództw strategicznych: Dowództwa Sił Sojuszniczych NATO ds. Operacji ACO i Dowództwa Sił Sojuszniczych NATO ds. Transformacji ACT. 15 marca 2004 rozwiązano Dowództwo Połączonych Sił Sojuszniczych Europy Południowej AFSOUTH, a na jego bazie utworzono Allied Joint Force Command Headquarters Naples – JFC HQ NAPLES.
Nowo powstałe Dowództwo Połączonych Sił Sojuszniczych w Neapolu podporządkowano Dowództwu Sił Sojuszniczych NATO ds. Operacji (ACO).

Głównym zadaniem Dowództwa jest przygotowanie, planowanie i prowadzenie operacji wojskowych w celu zachowania pokoju, bezpieczeństwa i integralności terytorialnej państw członkowskich Sojuszu.

## Struktura organizacyjna
W 2004
- Dowództwo Połączonych Sił Sojuszniczych – Neapol
  - Dowództwo Komponentu Sojuszniczych Sił Lądowych CCLAND – Madryt (zlikwidowane w 2013)
  - Dowództwo Komponentu Sojuszniczych Sił Morskich CCMAR – Neapol (zlikwidowane w 2013)
    - Stały Zespół Okrętów SNMG2
    - Stały Zespół Obrony Przeciwminowej NATO SNMCMG

  - Dowództwo Komponentu Sojuszniczych Sił Powietrznych CCAIR – Izmir (zlikwidowane w 2013)
    - 3 Wielonarodowe Centrum Operacji Powietrznych CAOC – Paggio Renatico
    - 4 Wielonarodowe Centrum Operacji Powietrznych CAOC – Larissa

W 2023
- Dowództwo Połączonych Sił Sojuszniczych – Neapol
  - Wojskowe Biuro Łącznikowe NATO w Belgradzie
  - Kwatera Główna NATO w Sarajewie NHQSa
  - Kwatera Główna NATO w Skopje NHQSk

## DowódcyJFC NAPLES
| Stopień, imię i nazwisko    | Czasokres |
| --------------------------- | --------- |
| adm. Gregory G. Johnson     | do 2004   |
| adm. Michael G. Mullen      | 2004–2005 |
| adm. Henry G. Ulrich III    | 2005–2007 |
| adm. Mark P. Fitzgerald     | 2007–2010 |
| adm. Samuel J. Locklear III | 2010–2012 |
| adm. Bruce W. Clingan       | 2012–2014 |
| adm. Mark E. Ferguson III   | 2014–2016 |
| adm. Michelle J. Howard     | 2016–2017 |
| adm. James G. Foggo III     | 2017–2020 |
| adm. Robert P. Burke        | 2020–2022 |
| adm. Stuart B. Munsch       | 2022–     |